# L'astuzia maschile è più grande di quella femminile

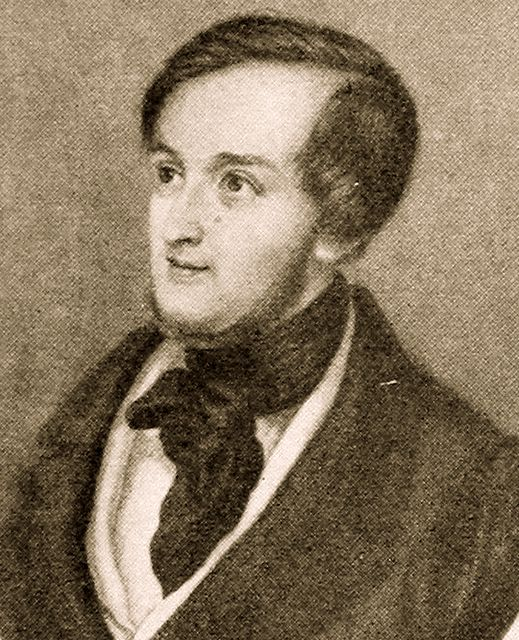
Un giovane Richard Wagner (anni trenta dell'800), all'incirca all'epoca della composizione dell'opera

L'astuzia maschile è più grande di quella femminile, ovvero La felice famiglia degli orsi (in tedesco Männerlist grösser als Frauenlist oder Die glückliche Bärenfamilie) è il titolo di un Singspiel incompiuto di Richard Wagner (WWV 48), scritto tra il 1837 e il 1838.
Männerlist fu l'ultimo progetto di Wagner prima dell'opera Rienzi: il compositore, allora direttore musicale del teatro di Königsberg, aveva intenzione di scrivere qualcosa che fosse adatto al modestissimo livello della locale compagnia e che non presentasse troppe difficoltà per i solisti e per il coro. Il soggetto dell'opera (che, come tutte le altre del compositore, Wagner aveva scritto da solo) era da tempo noto, ma non se ne conosceva alcun abbozzo musicale: il testo completo (inclusi i dialoghi) e tre numeri musicali (nella riduzione per pianoforte) sono stati rinvenuti in una collezione privata solo nel 1994 e successivamente acquisiti dall'archivio della Richard-Wagner-Stiftung di Bayreuth. Wagner parla di questo lavoro nel suo "quaderno rosso", nella prosa autobiografica Una comunicazione ai miei amici (1851) e in La mia vita (1870-1880). In quest'ultima afferma di aver voluto scrivere l'opera "nel moderno stile leggero", ma quando poi, trasferitosi a Riga, la riprese in mano per completarla, "mi prese un tal disgusto per quello stile che regalai il libretto ad un ottimo amico, se pure di non grande talento, il mio vice-direttore d'orchestra Löbmann, e non me ne curai mai più".
Dal testo e dai brani musicali superstiti, risulta chiaro che l'opera era stata concepita come un Singspiel. La storia, che è anche una satira contro la nobiltà tedesca, è ispirata a un racconto di Le mille e una notte, ma spostata nella Germania del XIX secolo. L'orefice giramondo Julius Wander, che si finge nobile, sostiene che gli uomini sono più astuti delle donne, e invece viene ingannato da Leontine, che gli fa credere di essere la figlia del barone von Abendthau, spingendolo a chiedere in moglie a costui la figlia vera: dopo il fidanzamento scopre però che in realtà si tratta della bruttissima Aurora, cugina di Leontine. Per fortuna arriva per caso un cacciatore di orsi, Gregor, che si scopre essere il padre di Julius, creduto disperso, mentre il suo orso danzante altri non è in realtà che il fratello del protagonista, Richard, travestito con una pelle di orso. Quando viene rivelata questa parentela, Wander, con suo grande sollievo, viene subito scaricato dall'altezzoso Abendthau, che non può accettare un matrimonio così degradante per sua figlia, ed è libero di sposare Leontine. Nel tratteggiare i personaggi Wagner, caso unico nella sua produzione, si è ispirato a membri della sua famiglia: la figura del protagonista è infatti ricalcata su uno dei fratelli di Wagner, anch'egli di nome Julius e di professione orefice, mentre l'orso Richard è un chiaro riferimento a se stesso.
Due brani tratti da Männerlist, arrangiati e orchestrati da James Francis Brown, ebbero la loro prima esecuzione il 13 ottobre 2007 al Linbury Studio Theatre di Londra.